# Île Friday
Pour les articles homonymes, voir Friday.
Friday Island est une île de la Tamise près d'Old Windsor dans le Berkshire. Elle est située entre les écluses de Bell Weir et d'Old Windsor.

## Le cottage de Julius Grant
La petite île contient un cottage de deux chambres, où séjournait le médecin légiste Julius Grant (en), notoire pour avoir démontré que les Carnets d'Hitler constituaient un faux. Le gardien de l'écluse rapporte que le Docteur Grant déclarait que lorsqu'il se rendait sur l'île, celui-ci se sentait comme un million de miles plus loin, comme s'il possédait la moitié de l'Australie, tellement c'est isolé,.